# Opus (música)
O termo opus (abreviadamente op.; no plural,opp. ) é uma palavra latina que significa 'obra'. Em música, esse termo, seguido de um  número, indica uma composição de determinado autor, segundo uma catalogação oficial. O plural de opus, opera, também pode se referir a ópera, no sentido de obra dramática musicada. 
As peças musicais indexadas (como é o caso das obras de  Bach, Haydn, Mozart, Schubert e outros) são identificadas por um  número de opus, que geralmente é atribuído em ordem cronológica - considerando a data da composição ou da publicação da obra. 

## Outras utilizações do número deopus
WoO refere-se a Werk ohne Opuszahl, ou "obra sem número de opus" (especialmente na obra de Beethoven). 
Op. posth. significa opus posthumous ou 'obra publicada postumamente'. É importante notar, no entanto,  que as peças publicadas após a morte do compositor nem sempre são  categorizadas como Op. posth.. Algumas obras de Beethoven, por exemplo, continuaram a receber números de opus, após a morte do compositor, de acordo com a ordem em que foram publicadas - como é o caso de A raiva pelo tostão perdido, publicada como Op. 129, o que sugere um trabalho tardio, embora se trate de um trabalho da década de 1790. Outro exemplo é o compositor Felix Mendelssohn, cujas duas últimas sinfonias, Sinfonia n° 4 (Italiana) e Sinfonia n° 5 (Reforma), estavam em meio a vários outros números de opus que seus editores lançaram após seu precoce falecimento.

## Outras catalogações
As peças de certos compositores, especialmente aqueles das eras Barroca e Clássica - quando se visava a publicação com menos freqüência - foram classificadas de acordo com outros sistemas e, neste caso, essas obras são referenciadas por sua catalogação temática de abreviações.
- As peças de Karl Friedrich Abel, ainda que sejam comumente associadas a seus números de opus originais (por exemplo, sua sinfonia Op. 17), têm também outros números catalográficos atribuídos por Walter Knape em seu livro Bibliographisch-thematisches Verzeichnis der Kompositionen von Karl Friedrich Abel (Knape. Cuxhaven: 1972).
- As obras de Carl Philipp Emanuel Bach têm dois sistemas de numeração: o antigo sistema Wotquenne (abreviado como Wq.), criado por Alfred Wotquenne em seu catálogo sobre a música de Emanuel, publicado em 1905; e o sistema mais completo e atualizado de E. Eugene Helm (abreviado como H.), apresentado no livro Thematic Catalog os the Works of C.P.E. Bach (New Haven: Yale University Press, 1989).

- As obras de Johann Christian Bach[2]  são mais comumente citadas pelos números de opus atribuídos por seus editores originais, o que pode provocar dificuldades de identificação, pois editores diferentes utilizaram o mesmo número de opus para obras  diferentes. Por exemplo, o Op. 18 tem sido utilizado para três diferentes conjuntos de obras de J. C. Bach: Seis Grandes  Aberturas,[3][4] seis sinfonias[5] ou  Quatro sonatas e dois duetos. [6][7] Por isso, alguns utilizam a obra de C. S. Terry, John Christian Bach (2ª edição; Londres: Oxford University Press, 1967) como base para um padrão de facto, usando o número da página e o número incipit atribuído por Terry para a identificação, ainda que esses números não tenham sido originalmente criados por Terry com o propósito de catalogação.[8] Algumas vezes, utilizam-se  também os números do catálogo temático na obra Collected Works of Johann Christian Bach (gen. ed. Ernest Warburton; NY: Garland Publishing, 1985).

- As obras de Johann Sebastian Bach são identificadas por seus números BWV ou Bach-Werke-Verzeichnis em homenagem ao catálogo criado por en:Wolfgang Schmieder.

- As obras de Wilhelm Friedemann Bach foram catalogadas em 1913 por Martin Falck e freqüentemente são identificadas por seus números F (ou Falck)

- Os trabalhos de en:Marc Antoine Charpentier são identificados por seus números H ou Hitchcock em homenagem a Hugh Wiley Hitchcock.

- As obras de en:George Frideric Handel são designadas frequentemente por números HWV (Händel-Werke-Verzeichnis), conforme aparecem no Verzeichnis der Werke Georg Friedrich Händels de Bernd Baselt. [9]

- As obras de Joseph Haydn são relacionadas a seus números Hob ou Hoboken em homenagem à classificação feita em 1957 por en:Anthony van Hoboken.

- Os trabalhos de Franz Liszt são relacionados aos números S ou Searle em homenagem à classificação feita em 1960 no trabalho The Music of Liszt, por en:Humphrey Searle. Alternativamente também se usa R para se reportar à publicação de 1931, Franz Liszt: Leben und Schaffen de Peter Raabe.

- A obra de Wolfgang Amadeus Mozart é identificada por seus números K ou Köchel de Ludwig Köchel. Na Europa continental é mais comum a abreviação "KV" para Köchel-Verzeichnis. Ver também: Lista de composições de Wolfgang Amadeus Mozart.

- Usualmente são dados os números do catálogo compilado por Sterling E. Murray, Presidente do Departmento de História da Música da West Chester University of Pennsylvania,  para as obras de en:Antonio Rosetti embora os números antigos do catálogo de Rosetti elaborado por Oskar Kaul em 1912 também apareçam. A popular sinfonia "A Caça" de Rosetti recebe os números "Murray A20/Kaul I:18."

- As obras para cravo de Domenico Scarlatti têm dois sistemas de numeração: os números L ou Longo publicados na edição de Alessandro Longo para piano e os números K ou Kirkpatrick publicado na edição facsimile de Ralph Kirkpatrick.

- A obra de Franz Schubert é identificada por seus números D (ou Deutsch), conforme o catálogo de Otto Erich Deutsch.

- As sonatas para teclado de en:Antonio Soler são usualmente relacionadas a seus números R referentes ao catálogo compilado pelo Padre Samuel Rubio.

- As obras de Antonio Vivaldi são identificadas por seus números RV ou Ryom-Verzeichnis compilados no catálogo de Peter Ryom.

- As obras de Richard Wagner são classificadas de acordo com seus números WWV ou Wagner-Werke-Verzeichnis que também incluem sua obra não musical.